# Malsburg (Adelsgeschlecht)

Wappen derer von der Malsburg

Malsburg ist der Name eines alten hessischen Adelsgeschlechts. Die Herren von der Malsburg gehören zum niederhessischen Uradel. Zweige der Familie bestehen bis heute.

## Geschichte

### Herkunft
Erstmals urkundlich erwähnt wird das Geschlecht mit Stephan im Jahr 1124. Er war Ministerialer und Burgmann des Mainzer Erzbischofs Adalbert I. auf der Malsburg. Die Stammreihe beginnt mit Theodoricus (Dietrich) von der Malsburg, der ab 1290 in Urkunden erscheint.

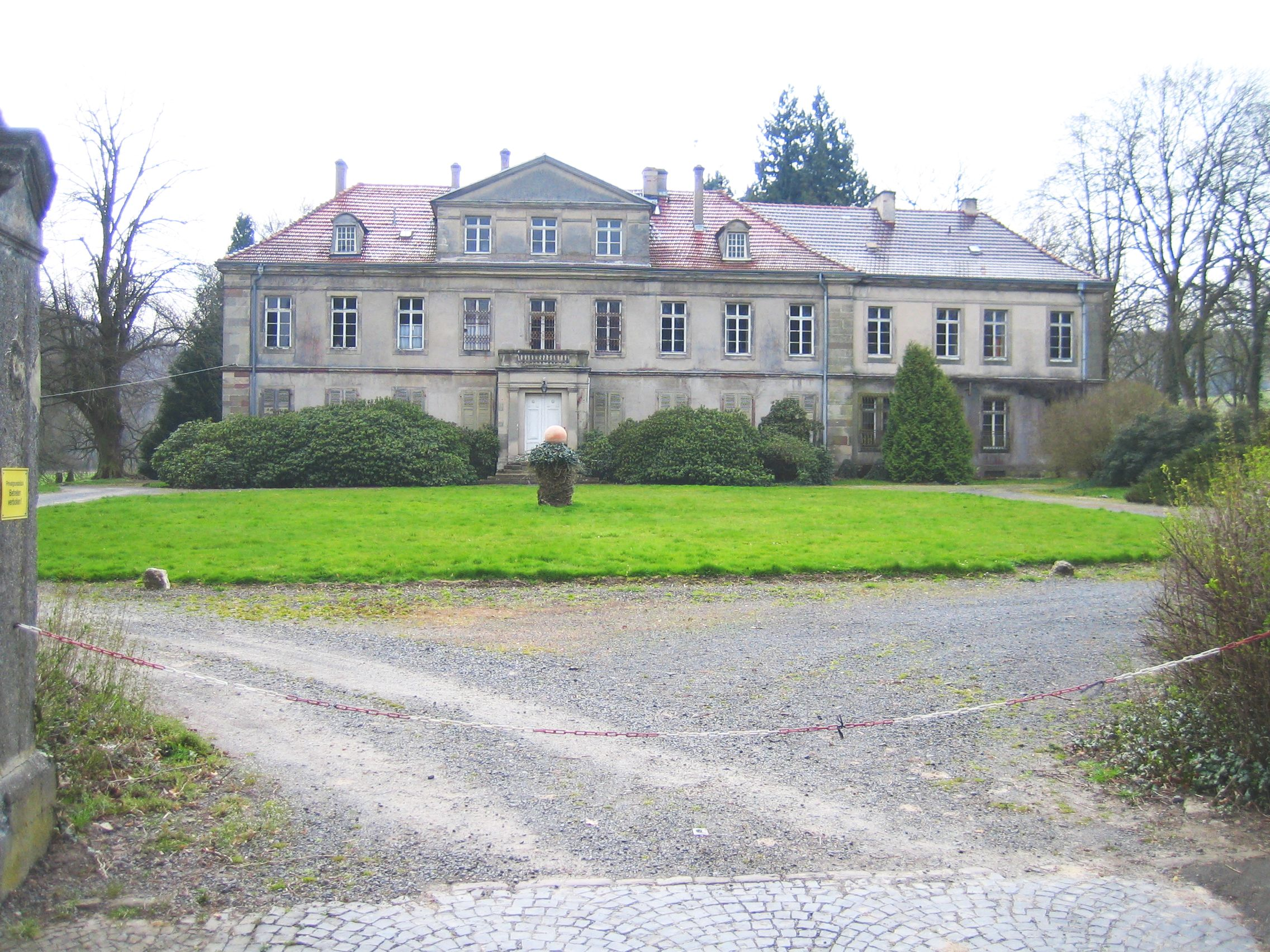
Schloss Laar, bis Ende des 17. Jahrhunderts in Familienbesitz

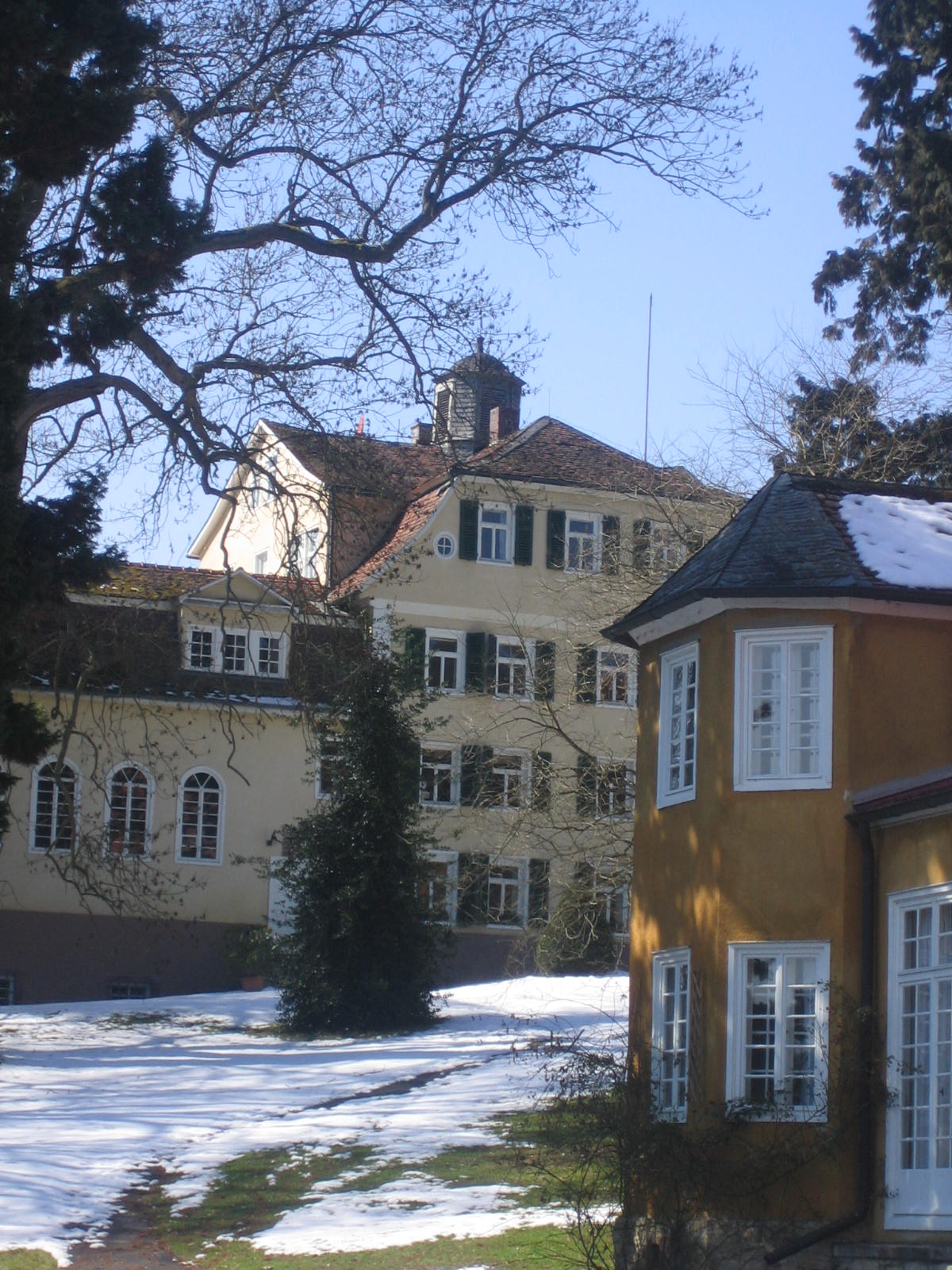
Schloss Escheberg, bis heute bewohnt von der Familie Malsburg

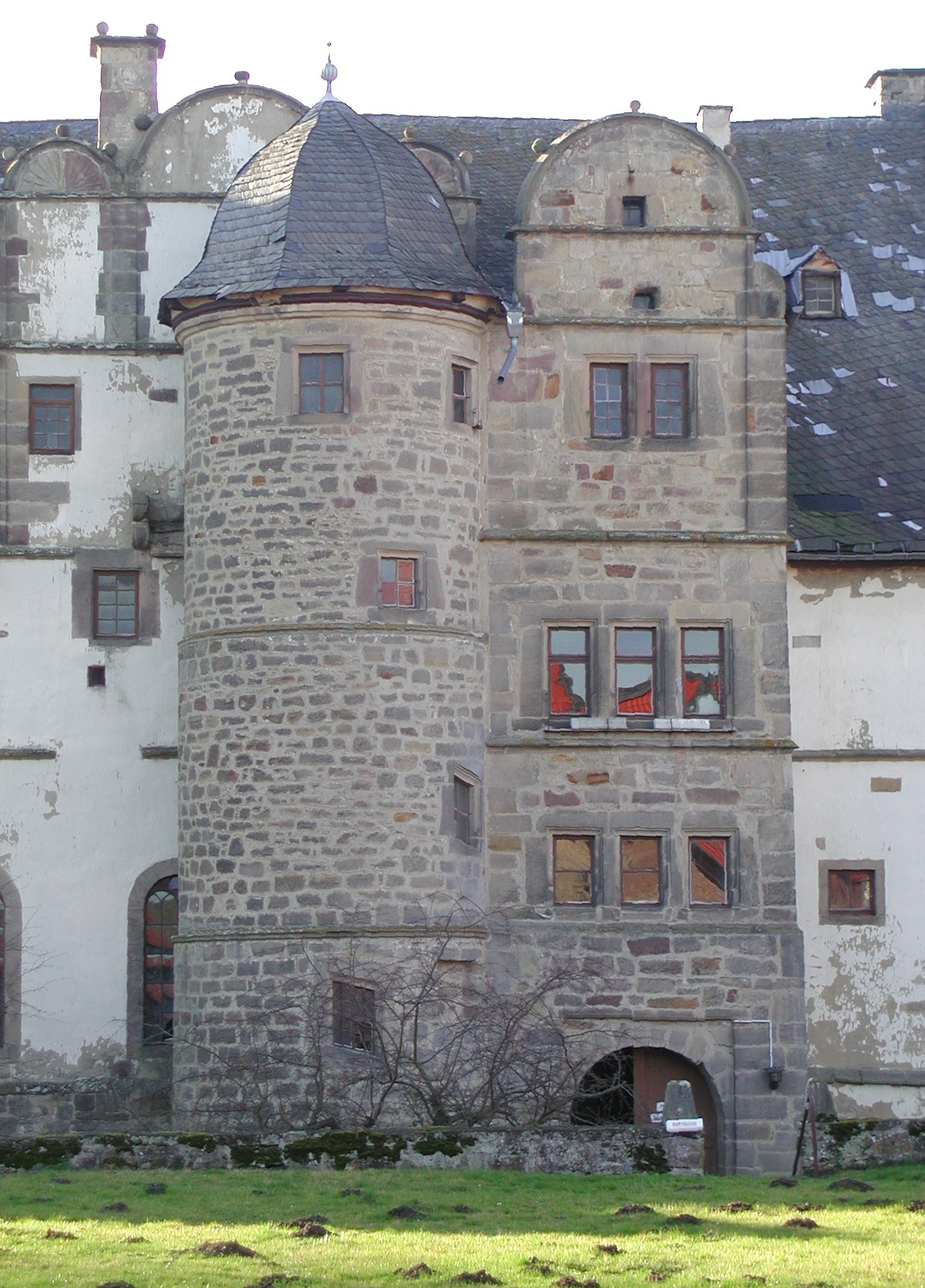
Wasserschloss Elmarshausen, seit 1515 bis heute im Besitz derer von der Malsburg

Namensgebendes Stammhaus war die Malsburg nordwestlich von Zierenberg im heutigen Landkreis Kassel. Nach Kneschke war sie bereits 1120 im Besitz der Herren von der Malsburg, die unter sich einen Burgfrieden und eine Ganerbschaft errichteten.

### Ausbreitung und Persönlichkeiten
Schon früh wurde Angehörigen des Geschlechts das Erbschenkenamt des Stifts Corvey übertragen. Cyriacus Spangenberg nennt die im 14. Jahrhundert erscheinenden Stephan und Gerlach von der Malsburg als Kriegshelden unter Kaiser Karl IV. Arnold (Arnd) von der Malsburg war von 1435 bis 1463 Abt des Klosters Corvey, allerdings wohl kein sehr fähiger. Otto von der Malsburg erscheint um 1474 als landgräflich hessischer Rat. Sein Sohn Hermann von der Malsburg († 1557) kämpfte als Marschall des Landgrafen Philipp I. 1522/23 gegen Franz von Sickingen, 1525 gegen die aufständischen Bauern im Bauernkrieg, 1534 für Herzog Ulrich von Württemberg in der Schlacht bei Lauffen gegen die Habsburger und 1535 für den Bischof Franz von Waldeck gegen die Täufer zu Münster.
Eckbrecht von der Malsburg wurde 1571, als die Herrschaft Plesse als heimgefallenes Lehen von Landgraf Wilhelm IV. von Hessen-Kassel eingezogen wurde, landgräflicher Amtmann auf der Burg Plesse. Otto von der Malsburg erscheint 1637 als kaiserlicher Generalkriegskommissar. Caspar Friedrich von der Malsburg war 1661 Deputierter auf dem Kasseler Kolloquium.
Bedeutende Vertreter der Familie Anfang des 18. Jahrhunderts waren Otto von der Malsburg, Domherr in Mainz, Dechant des Ritterstifts Bleidenstadt, kurmainzischer Kammerherr und Stadtgerichtspräsident in Mainz, und Raban Wilhelm von der Malsburg, der als Domherr dem Domkapitel in Hildesheim angehörte. Sein Bruder Adam Eckbrecht von der Malsburg, Herr auf Niederelsungen, Elmarshausen, Obermeiser und Oedinghausen, wurde hessischer Geheimrat, Hofmarschall und Regimentsrat des hessischen Samthofgerichts zu Marburg. Er starb 1708 als Präsident und bevollmächtigter Gesandter beim Reichstag zu Regensburg. Sein Sohn Carl von der Malsburg, Herr auf Gieselwerder, war Dekan und Domherr in Hildesheim.
Conrad Hilmar Freiherr von der Malsburg (* 24. Mai 1663, † 25. August 1734 in Regensburg.) wurde sein Nachfolger als Gesandter am Reichstag in Regensburg, mit Vollmacht auch für den Grafen von Sayn. Zuvor war Conrad Hilmar von Malsburg Geheimer Rat und Hofmeister der Prinzen Leopold und Ludwig von Hessen gewesen, wurde dann auch Gesandter beim Kaiser und nahm 1713, 1714 teil an den Friedenskonferenzen von Rastatt und Baden. Nach seinem Tod in Regensburg wurde Conrad Hilmar am 27. August 1734 auf dem Gesandtenfriedhof bei der Dreieinigkeitskirche begraben. Sein Begräbnis wurde zwar in das Begräbnisverzeichnis eingetragen und angeblich hat auch ein Grabstein mit der Aufschrift Freiherr v. d. Malsburg existiert, jedoch hat sich weder ein Grabstein so wie andere Grabsteine erhalten, noch ist die zugehörige Inschrift so wie anderen Inschriften, die alle 1758 erfasst wurden, überliefert.
August Carl von der Malsburg war von 1759 (als Oberst) bis 1766 (als General-Lieutenant) Chef des hessen-kasselschen Infanterie-Regiments von der Malsburg, errichtet 1702 als Regiment Schenk zu Schweinsberg, und befehligte es u. a. in der Schlacht an der Brücker Mühle im September 1762.
Während des 18. und 19. Jahrhunderts traten Angehörige auch in königlich preußische Staats- und Militärdienste und wurden Offiziere in der preußischen Armee. Ein von der Malsburg diente 1806 im Regiment Königin-Dragoner und wurde 1820 Oberst und Brigadier. Bereits 1793, im Gefecht bei Stromberg, erhielt er als Stabsoffizier den Militärverdienstorden. Der aus der alten Stammlinie kommende Christian Carl Freiherr von der Malsburg starb 1849 als königlich preußischer Oberst.
Die Familie gehört bis heute der Althessischen Ritterschaft an.

### Standeserhebungen
Wilhelm von der Malsburg auf Eichenberg, königlich westphälischer Oberst und Oberstallmeister und späterer kurfürstlich hessischer Oberhofmeister, wurde am 15. November 1809 in Kassel von Jérôme Bonaparte in den westphälischen Grafenstand erhoben (Diplom ausgestellt am 12. Januar 1812 in Kassel).
Carl Otto auf Escheberg und Niederelsungen, königlich westphälischer Staatsrat und ehemaliger landgräflich Hessen-Kasseler Gesandter in Paris, Friedrich Wilhelm Heinrich auf Elmarshausen, späterer kurfürstlich hessischer Oberlandforstmeister, und Ferdinand von der Malsburg erhielten am 2. April 1813 zu Kassel eine westphälische Anerkennung des Freiherrenstandes.

## Wappen

### Stammwappen
Das Stammwappen ist geteilt. Oben in Gold ein schreitender, gekrönte, roter Löwe. Unten in Blau drei (2, 1) silberne Rosen. Auf dem Helm mit rechts rot-goldenen und links blau-silbernen Helmdecken ein vorwärts gekehrter, rot gehörnter, schwarzer Büffelkopf zwischen zwei flehenden rot gekleideten Armen.

### Wappensage
Als Karl der Große den Brunsberg in Westfalen eroberte und seine Getreuen für die ihm geleisteten Dienste belohnen wollte, erlaubte er einem Edelmann mit Namen Otto, dass er sich auf dem Berg, auf den er in der Ferne deutete, für sich und seine Erben eine Veste erbauen dürfe. Der Edelmann bestieg den Felsen, um sich den Ort zu besehen. Er fand auf der Höhe einen Dornenbusch mit drei weißen Blumen, die er als Malzeichen (Merkzeichen) mitnahm. Als der König ihn fragte, ob ihm der Berg gefalle, erzählte er, dass er oben einen Dornenbusch mit drei weißen Rosen gefunden habe. Der König sonderte ihm daraufhin den Schild in zwei gleiche Teile, oben einen Löwen und unten drei weiße Rosen. An jenem Ort baute Otto später seine Burg und nannte sie Malsburg. Name und Schild (Wappen) sind bei dem Geschlecht verblieben.

## Namensträger
- Adam Eckenbrecht von der Malsburg (1656–1708), Hessen-Kasseler Staatsbeamter und Politiker
- Arnold von der Malsburg († 1463), 1435–1463 Abt von Corvey
- August Carl von der Malsburg (1705–1766), Generalleutnant der hessen-kasselschen Armee
- Carl Otto Johann von der Malsburg (1742–1821), deutscher Prinzenerzieher, Verwaltungsjurist und Diplomat
- Christoph von der Malsburg (* 1942), theoretischer Neurowissenschaftler
- Ernst Friedrich Georg Otto von der Malsburg (1786–1824), Schriftsteller und Diplomat
- Hans von der Malsburg (1831–1908), Mitglied des Provinziallandtages und des preußischen Herrenhauses
- Heinrich von der Malsburg (1775–1847), Oberforstmeister, Abgeordneter des Provinziallandtages der Provinz Hessen-Nassau
- Hermann von der Malsburg († 1557), landgräflich hessischer Marschall
- Karl-Otto von der Malsburg (1790–1855), Offizier, Gutsbesitzer und Kunstmäzen
- Kurt von der Malsburg (1836–1906), Offizier, Abgeordneter des Provinziallandtages der Provinz Hessen-Nassau
- Otto von der Malsburg (1802–1867), Oberforstmeister, Abgeordneter der kurhessischen Ständeversammlung
- Otto Heinrich von der Malsburg (1835–1921), Legationssekretär, Abgeordneter des Provinziallandtages der Provinz Hessen-Nassau
- Philipp von der Malsburg (1745–1796), Hessen-kasselscher Offizier
- Raban von der Malsburg (1946–2011), Politiker und Kunsthistoriker
- Wilhelm von der Malsburg (1780–1857), Oberhofmarschall und Abgeordneter der kurhessischen Ständeversammlung